# Cimanes de la Vega
Cimanes de la Vega település Spanyolországban, León tartományban. Lakosainak száma 435 fő (2024).

## Földrajza
Cimanes de la Vega Villaquejida községgel határos.

## Népesség
A település lakosságának változását az alábbi diagram mutatja:
| Lakosok száma | 674  | 625  | 576  | 580  | 549  | 497  | 471  | 463  | 453  | 435  |
|               | 2001 | 2004 | 2007 | 2009 | 2012 | 2014 | 2017 | 2019 | 2022 | 2024 |